# Rückwärtssprechen
Rückwärtssprechen hat zwei Bedeutungen. Die eine betrifft das Umordnen von Phonemen oder Lauten in umgekehrter Reihenfolge und ist somit eine besondere Art der Artikulation innerhalb einer Sprache. Wie in diesem Beispiel werden dabei nicht zwingend alle Silben umgedreht: quentolent statt eloquent.
Die zweite Bedeutung ist psychologischer Natur und wird als Theorie von Linguisten weitgehend abgelehnt. Sie geht auf eine Theorie namens Reverse Speech des australischen Radiofunkamateurs David John Oates zurück, welche besagt, dass jeder Mensch beim Sprechen eines Satzes unbewusst einen parallelen, ganz anders angeordneten Satz denkt, der der Wahrheit näher liegt als der ausgesprochene.
Während die meisten Menschen kleinere Worte oder Sätze zwar rückwärts sprechen, jedoch die Phonetik des Vorwärtssprechens benutzen, können besonders Talentierte größere Textpassagen mit der passenden Phonetik sprechen. Letzteres ermöglicht, dass das Gesprochene rückwärts abgespielt verständlich ist.

## Rückwärtssprechen in der Popkultur
In der Serie Twin Peaks von David Lynch spielt das Rückwärtssprechen eine markante Rolle. In Szenen, die in der Black Lodge spielen, einem mythischen Ort, an dem die Zeit rückwärts läuft, sprechen die Schauspieler rückwärts abgespieltes Rückwärtssprechen. Damit ist das Gesprochene für das Publikum verständlich, weist aber den charakteristischen Sound von rückwärts abgespieltem Ton auf.